# Ausbelichtung
Ausbelichtung sind Produktionsverfahren für Papierprodukte von Film- und Fotomaterial. Angewendet werden verschiedene Raster-Verfahren zur analogen Fixierung von Analogmaterial oder von digital gerasterten Bilddaten. Als Vorlagen dienen Filme (Negativ oder Positiv) oder Dateien.

## Grundprinzip
Ausbelichtung erfolgt in den meisten Fällen auf Fotopapier (nicht zu verwechseln mit Druckerpapier, das meist „Photopapier“ genannt wird und durch ein Rasterverfahren bedruckt wird).
Prinzipiell sind aber auch andere Materialien möglich:
- Negativ- oder Diafilm (aus einer Datei entsteht ein herkömmliches Negativ oder Dia)
- Druckfilm (alle zu druckenden Farben – in der Regel vier – werden jeweils auf einen Film ausbelichtet und im weiteren Druckprozess als Vorlage benötigt)
- Archivfilm (eine Datei wird meist kontrastreich auf einen Film mit speziellen Format ausbelichtet)

Der Bedarf an Ausbelichtungen auf Fotopapier wächst jährlich. Der Anteil an Ausbelichtungen auf anderen Materialien sinkt ständig.
Ausbelichtungen sind immer rasterfrei, da die Bildpixel nicht gerastert werden und weil durch verschiedene physikalische Ursachen bei der Belichtung die einzelnen Bildpunkte miteinander „verschmelzen“. In (seltenen und) ungünstigen Fällen kann das zu einer Verminderung des Schärfeeindrucks führen.
Exemplarisch werden hier folgende zwei Methoden beschrieben:

### Film auf Fotopapier
Licht wird so durch einen Film geschickt, dass das dahinterliegende Fotopapier auf richtige Art (Helligkeit, Schärfe, …) belichtet wird. Nach der Belichtung wird das Fotopapier auf herkömmliche (chemische) Art entwickelt. Dieses Verfahren ist rasterfrei.
- Die Helligkeit, die auf das Fotopapier trifft, wird über die Dauer der Belichtung gesteuert.
- Die Farbmischung wird durch die Verwendung von Farbfiltern, die im Lichtkanal zwischen Film und Fotopapier liegen, gesteuert.
- Die Schärfe wird über ein Objektiv reguliert

Bei Ausbelichtern, die Bildoptimierung anbieten, befindet sich im Lichtschacht noch eine transparente Spezial-Scheibe. Diese transparente Scheibe kann durch Strom partiell geschwärzt werden. Damit können die wichtigsten Optimierungstechniken (Kontrastveränderung, Unscharfmaskierung, nachbelichten, abwedeln) in Sekundenbruchteilen durchgeführt werden.

### Datei auf Fotopapier
Jedes Pixel wird in einen bestimmten Lichtimpuls umgewandelt. Gesteuert wird dabei Farbton und Helligkeit. Damit wird das Fotopapier belichtet. Nach der Belichtung wird das Fotopapier auf herkömmliche (chemische) Art entwickelt. Zum Einsatz kommen Röhrenbelichter, Laserbelichter oder LCD-Belichter. Dieses Verfahren ist rasterfrei.
Um die Qualitätsmängel dieser Daten auszugleichen, durchlaufen Bilder häufig einen automatischen Optimierungsprozess
(Kontrastveränderung, Unscharfmaskierung, …).

## Seitenverhältnis
Neben den klassischen Fotoformaten (Seitenverhältnis eines Kleinbildfilms 1:1,5) existieren unzählige Sonderformate. Die meisten Sonderformate entstehen durch die digitale Fotografie und sind durch die Bauform der Sensoren (häufiges Seitenverhältnis von 4:3) oder die Nachbearbeitung bedingt.
In der Regel wird gerolltes Fotopapier verwendet. Die Ausbelichtung folgt dem durch die Datei gelieferten Seitenverhältnis, (meist aber) maximal bis zum klassischen Seitenverhältnis von 1:1,5. Nach der Entwicklung des Fotopapiers wird dieses geschnitten. Hierbei wird jedes Foto gemäß seiner individuellen Länge geschnitten.
Ein Problem für die meisten Ausbelichter stellen Panoramaformate dar. Zwar wird auf Rollenpapier belichtet, aber die Außenkante des Lichtgebers ist – bautechnisch bedingt – meistens in einem Seitenverhältnis von 1:1,5 hergestellt. Prinzipiell stellt aber auch das Panoramaformat bei der Ausbelichtung kein Problem dar.
Das zurzeit größte Ausbelichtungsformat im Amateurbereich ist 76 cm × 300 cm.

## Vorlagengröße
Die Größe einer Vorlage (siehe auch Bildauflösung) ist einer von mehreren Faktoren, die maßgeblich den Qualitäteindruck der Wiedergabe beeinflussen.
Die Mehrzahl aller Ausbelichtungen auf Fotopapier werden als Amateurarbeit gefertigt. Die in der Tabelle angegebenen Werte für die Vorlagengröße sind Orientierungswerte, um die volle Druckauflösung nutzen zu können.
| Fotomaß in cm × cm     | 10 × 15 | 20 × 30 | 30 × 45  | 40 × 60  | 50 × 75  | 60 × 90  | 70 × 100 |
| ---------------------- | ------- | ------- | -------- | -------- | -------- | -------- | -------- |
| Bildgröße in Megapixel | ca. 2,2 | ca. 8,7 | ca. 19,5 | ca. 24,4 | ca. 39,0 | ca. 55,6 | ca. 72,4 |

Im Profibereich wird mit höheren, oft aber auch mit ähnlichen Bildgrößen belichtet. Den größten Qualitätsunterschied machen bei den Profiausbelichtungen die besseren Kontrastdifferenzierungen aus.
Der zweite, wesentliche Unterschied zwischen Amateur- und Profiausbelichtungen liegt in der Bildoptimierung.
- Im Amateurbereich geht man im Fertigungsprozess von Daten niedriger und mittlerer Qualität aus – die Optimierung ist entsprechend hoch. Typisch dafür ist die Anhebung des Kontrastes und eine Schärfekorrektur (Unscharfmaskierung).
- Im Profibereich wird von Daten hoher Qualität ausgegangen. Entsprechend geringer ist die Bildoptimierung. Da bei dieser Fertigungsart die für Amateurarbeiten typische Kontrastanhebung fehlt, wirken Profi-Ausbelichtungen auf den ersten Blick oft „flau“. Dieser geringe Kontrast soll aber nur Schärfeverlust verhindern.

Die Auflösungen der Ausbelichtungs-Einheiten sind verschieden; für Fotopapier sind Maschinen von 150 bis 400 ppi gebräuchlich. Entscheidend hierfür sind meist ökonomische Gründe. Ein Beispiel: Würde ein 50 cm × 75 cm großes Foto mit 400 ppi ausbelichtet werden, wäre eine Rastergrafikgröße von ca. 270 Megabyte erforderlich. Größere Datenpakete bedeuten eine längere Rechenzeit was die Erhöhung eines wesentlichen Kostenfaktors bedeutet. Im Zuge der gegenwärtigen Entwicklung der Rechenleistungen erfolgt hier ein allmählicher Anpassungsprozess. Als Vergleich: Tageszeitungen werden meist mit einer Druckauflösung von 150 ppi produziert, während die zurzeit besten Fotobelichter (für Fotopapier) eine Auflösung von 400 ppi erreichen.
Die Auflösungen der Fotobelichter werden oft formatabhängig eingestellt: Kleinere Bilder werden z. B. mit 300 ppi belichtet, größere mit 200 ppi. Für Ausbelichtungen auf anderen Materialien werden oft wesentlich höhere Auflösungen verwendet. Hinweis: Die Einheit „ppi“ darf nicht mit „dpi“ verwechselt werden. Während es sich bei „ppi“ um die tatsächlichen Fotopixel handelt, sind mit „dpi“ nur die Druckpunkte gemeint. In der Druckvorbereitung werden aus jedem Pixel mehrere Druckpunkte (in der Regel vier Druckpunkte pro Pixel) errechnet. Rein rechnerisch würde eine 300-ppi-Ausbelichtung gleichwertig mit einem 1200-dpi-Druck sein (Qualitativ ist die Ausbelichtung aber besser, da sie ein rasterfreies Verfahren ist).

## Qualitätskriterien
Die wesentlichen Qualitätskriterien einer Ausbelichtung werden durch die Qualität der Bildvorlage und die verwendeten Technologien bestimmt. Die Technologie besteht aus der Datenkonvertierung, der Bildoptimierung und der Exaktheit der chemischen Entwicklung.
Da die Ausbelichtung ein rasterfreies Verfahren ist, können mit ihr die Bilddaten ohne den Interpolationsverlust eines Druckverfahrens dargestellt werden. Neben der sehr hohen Haltbarkeit (Archivierungsfähigkeit und Beständigkeit gegenüber Umwelteinflüssen) kommen besonders folgende Vorteile zum Tragen:

### Film auf Fotopapier
- In den Jahrhunderten der Entwicklung der fotochemischen Technologien sind alle Parameter, die ein gutes Foto ausmachen, immer feiner aufeinander abgestimmt worden.
- Ausbelichtungen besitzen gegenüber Drucken einen größeren Kontrastumfang, feinere Kontrastdifferenzierung und klarere Farben (da beim Druck ein Teil der Farben gegen Schwarz getauscht werden).

### Datei auf Fotopapier
- Die Verwendung des RGB-Farbraums für die Ausbelichtung garantiert eine hohe Farbechtheit, da keine Farbseparation notwendig ist.
- Da Ausbelichtungen rasterfreie Verfahren sind, entstehen keine zusätzlichen Artefakte (wie beispielsweise Moiré).
- Ausbelichtungen besitzen gegenüber Drucken einen größeren Kontrastumfang, feinere Kontrastdifferenzierung und klarere Farben (da beim Druck ein Teil der Farben gegen Schwarz getauscht wird).

Prinzipiell lässt sich von jeder Vorlagenqualität jede Ausbelichtungsgröße fertigen. Technisch gibt es hier keine Beschränkungen – nur subjektive Qualitätskriterien können hierbei Grenzen festlegen. Exemplarisch kann hierbei der Schärfeeindruck genannt werden:
- 100%ige Schärfe wäre der Idealzustand eines scharfen Fotos – dies ist aber unmöglich. Jedes Foto enthält Unschärfe.
- Was dem Ideal der 100%igen Schärfe am nächsten kommt, ist eine Vektorgrafik, die zur Belichtung jedoch wiederum in eine hochauflösende Pixelgrafik umgewandelt wird.

Die Wesensmerkmale von Fotos sind:
- weiche Verläufe zwischen den Farben
- Farbflächen mit natürlicher Strukturierung
- Verschmelzungen verschiedener Bildelemente (ohne Kanten, die „wie mit der Schere geschnitten“ aussehen).

Entscheidend für den Eindruck hoher Schärfe ist daher:
- die Anwendung der Ausbelichtung (Verwendungszweck, Betrachtungsabstand, Umgebungslicht, …)
- die Erwartung des Betrachters (technische Perfektion, hoher Erinnerungswert, „Just for Fun“, …)
- die richtige Mischung zwischen Schärfe und Unschärfe (künstlerische Unschärfe, Bewegungsunschärfe, …)
- die Qualität der Bildoptimierung (physikalische Schärfe beeinflusst nur zu 25 % den Schärfeeindruck)

All diese Faktoren ergeben keinen klaren Grenzwert, ab welcher Auflösung ein Foto als scharf empfunden wird, jedoch Kriterien zur Optimierung der Qualität für die gewünschte Ausbelichtungsgröße.

### Weitere Einflussfaktoren

Der Qualitätseindruck einer Ausbelichtung wird vom Schärfeeindruck dominiert. Für den Schärfeeindruck spielt neben der Bildoptimierung die physikalische Schärfe die wichtigste Rolle.

### Analoges Ausgangsmaterial
Die Schärfeleistung, Kontrastdifferenzierung und Körnung bestimmen bei fotografischem Film die mögliche Bildqualität. Diese Parameter werden zunächst von der Filmempfindlichkeit beeinflusst. Hochempfindliche Filme haben prinzipiell eine gröbere Körnung als Filme mit niedriger Empfindlichkeit. Die Korngröße begrenzt die mögliche Auflösung, eine gröbere Körnung verringert aber auch die Lichtdiffusion innerhalb der Emulsion, wodurch sich das Auflösungsvermögen verbessert. Des Weiteren werden Kontrastwiedergabe und Auflösungsvermögen durch verschiedene chemische und physikalische Effekte bei der Entwicklung beeinflusst. Zum Beispiel erhöhen Kanteneffekte wie der Eberhard-Effekt den Kontrast an den Grenzen von stärker und schwächer belichteten Stellen und durch den Kostinsky-Effekt vergrößert sich der Abstand zwischen benachbarten belichteten Punkten. Solche Nachbareffekte werden insbesondere von Feinkornentwicklern für die Verarbeitung von Schwarzweißfilmen zur Verbesserung der Bildqualität genutzt.
Die gebräuchlichen Alltagsfilme mit einer Empfindlichkeit von 100 ASA (= 21 DIN = 100/21° ISO) genügen in Bezug auf Körnung, Kontrast und Schärfe allen normalen Anforderungen. Ausbelichtungen von Kleinbildfilmen bis zur Größe 50 cm × 75 cm stellen hierbei in der Regel kein Problem dar. Jedoch sind da bereits deutliche Unterschiede zu Vergrößerungen von 6x7 Mittelformat in 50 cm × 70 cm zu sehen.
Diafilme mit geringer Empfindlichkeit (25 bis 50 ASA) bieten eine Auflösung von bis zu 400lp/mm, was bei Kleinbildfilm einem Digitalbild von etwa 40 Megapixeln entspricht. Da neben den Filmeigenschaften auch die Optik der Kamera qualitativ begrenzend wirkt, liegt die effektiv nutzbare Auflösung meist bei weitem niedriger.

### Digitales Ausgangsmaterial
Wichtige Einflüsse auf die physikalische Schärfe digitaler Aufnahmesysteme haben:
- die optische Leistung des Objektivs
- die Bildverarbeitungselektronik und -algorithmen: Rauschreduzierung verringert die Bildschärfe

### Differenzierung

Der Umfang einiger Farbräume

Die darstellbaren Farben werden u. a. durch die Menge der verwendeten Farben bestimmt (in der Kamera sind es 3 Farben „RGB“). Beim Druckverfahren werden – gegenüber der Ausbelichtung – i. d. R. mehr als 3 Farben benutzt. Durch die größere Menge an Farben entsteht eine andere Menge an darstellbaren Farben. So können durch viele Druckverfahren Farben dargestellt werden, die viele Kameras gar nicht liefern können, andererseits werden bestimmte – von der Kamera gelieferten Farben durch Druckverfahren nicht dargestellt.
Ausbelichtungen verwenden die RGB-Farben und stellen damit die Kameradaten mit größerer Ähnlichkeit dar, als es Druckverfahren können.

## Hybridverfahren
Beim Agfa Digiprintverfahren wird ein Diapositiv nicht optisch ausbelichtet, sondern zunächst digitalisiert. Anschließend erfolgt die Ausbelichtung mit Hilfe eines Filmbelichters.
Das Agfa Digiprintverfahren wurde in den 1990er Jahren im Amateurbereich eingeführt, hat heutzutage aber kaum noch Bedeutung. Der heutzutage geringe Bedarf an Ausbelichtungen vom Dia wird meist mit einer normalen Ausbelichtung – kombiniert mit einem speziellen Fotopapier – abgewickelt.